# Jiří Lužný
Jiří Lužný (* 29. března 1960) je český fotbalový trenér a bývalý hráč. Pracoval i jako sekretář Olomouckého KFS (krajský fotbalový svaz).

## Trenérská kariéra
Je držitelem licence UEFA „A“ (druhá nejvyšší licence po UEFA Profi). Na podzim 1993 byli společně s Františkem Komňackým asistenty Jindřicha Dejmala u týmu prvoligového nováčka z Drnovic. V sezoně 2016/17 vede A-mužstvo FK Hlubočky v I. A třídě Olomouckého kraje (6. nejvyšší soutěž), zároveň se věnuje mládeži v klubu 1. HFK Olomouc.
- 1993/94 (1. liga) – FC Petra Drnovice (asistent trenéra)